# Кимпа
Кимпа, Чимпа (рум. Câmpa) — село у повіті Хунедоара в Румунії. Адміністративно підпорядковане місту Петріла.
Село розташоване на відстані 237 км на північний захід від Бухареста, 62 км на південний схід від Деви, 147 км на південь від Клуж-Напоки, 129 км на північ від Крайови.

## Населення
За даними перепису населення 2002 року у селі проживала 771 особа.
Національний склад населення села:
| Національність | Кількість осіб | Відсоток |
| -------------- | -------------- | -------- |
| румуни         | 753            | 97,7%    |
| угорці         | 18             | 2,3%     |

Рідною мовою назвали:
| Мова      | Кількість осіб | Відсоток |
| --------- | -------------- | -------- |
| румунська | 759            | 98,4%    |
| угорська  | 12             | 1,6%     |